# Agnes Nyblin
Agnes Nyblin (roz. Janson 25. ledna 1869 – 20. srpna 1945) byla norská fotografka. Se svým manželem začala podnikat v Bergenu, ale zemřel v roce 1894. Podnikala sama až do roku 1911.

## Životopis
Agnes Janson se narodila v roce 1869 Jacobovi Neumannovi a Marthe Helene (roz. Schuman) Jansonové. Vzala si fotografa Karla Antona Petera Dyrendahla Nyblina a v Bergenu vytvořili studio s názvem „K. Nyblin“. Její manžel zemřel v roce 1894, ale Agnes úspěšně pokračovala v podnikání. 
Stala se součástí rostoucího počtu norských fotografek. Růst byl umožněn změnou zákona v roce 1866, která umožnila ženám podnikat. Encyklopedie fotografie devatenáctého století novou skupinou fotografek pohrdá, ale identifikuje sedm žen, jejichž práce je pozoruhodná, včetně Marie Høeg s Bolettou Berg v Hortenu, Louise Abel v Christianii, Louise Wold v Holmestrandu, Augusta Solberg v Lillehammer a Nyblin a Hulda Marie Bentzen v Bergenu. Nyblin byla vybrána jako policejní fotografka v roce 1897.
Fotografovala mimo jiné na hudebním festivalu v roce 1898 a zaznamenala setkání mnoha předních dánských skladatelů a hudebníků.
Nybin odešla do důchodu v roce 1911. Podnik pokračoval v péči jejího mladšího bratra Helmicha Jansona ještě čtyři roky po její smrti v roce 1945. 

## Galerie

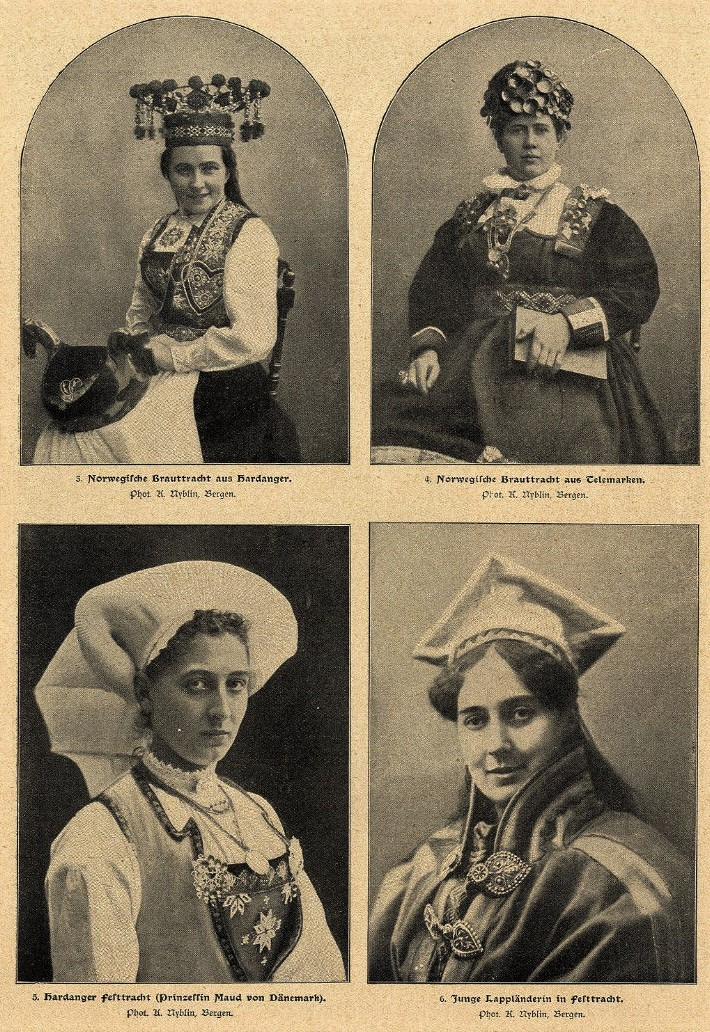
Norské národní kroje, 1902
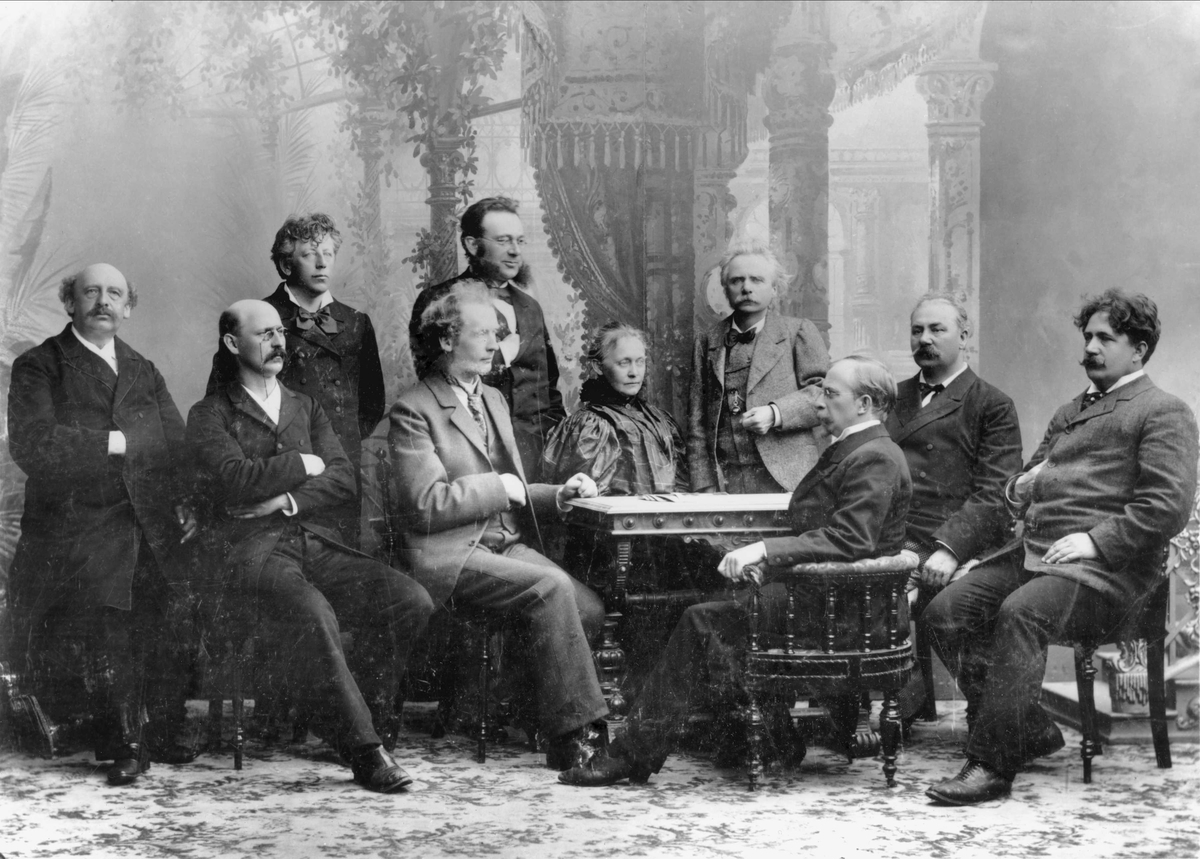
Hudební festival v Bergenu roku 1898. Zleva doprava: Christian Cappelen, Catharinus Elling, Ole Olsen, Gerhard Rosenkrone Schelderup, Iver Holter, Agathe Backer Grøndahl, Edvard Grieg, Christian Sinding, Johan Svendsen a Johan Halvorsen
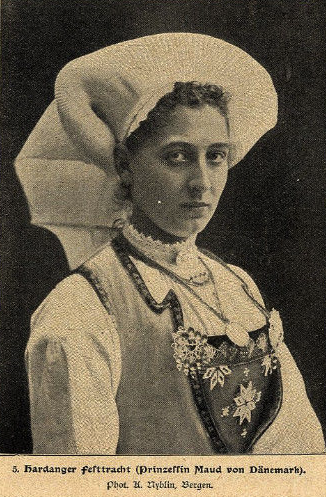
Princezna Maud z Walesu, později královna norská, Hardanger Festtracht, 1902